# NGC 578
NGC 578 é uma galáxia espiral barrada (SBc) localizada na direcção da constelação de Cetus. Possui uma declinação de -22° 40' 00" e uma ascensão recta de 1 horas, 30 minutos e 28,9 segundos.
A galáxia NGC 578 foi descoberta em 11 de Novembro de 1835 por John Herschel.